# Joliette
Joliette è una città del Canada, nella regione di Lanaudière della provincia del Québec.